# Racconti di pioggia e di luna
Racconti di pioggia e di luna (雨月物語?, Ugetsu monogatari) è una raccolta di storie dello scrittore giapponese Ueda Akinari. È stata completata nel 1768 e pubblicata nel 1776, durante il periodo Edo.

## Titolo
Ugetsu è un termine composto: u significa "pioggia", mentre getsu vuole dire "luna". Invece, monogatari significa "racconto".

L'autore stesso spiega nella sua prefazione la scelta del titolo: 

## Caratteristiche
Questa raccolta fa parte del genere Kaiden-shū (una collezione di Kaidan), ossia un insieme di racconti che narrano eventi soprannaturali, accompagnati dalla presenza di fantasmi o spiriti.
Alcune delle storie che la compongono raccontano di un personaggio che, morto in tragiche circostanze, riprende le sembianze umane per portare a termine dei compiti irrisolti. In alcuni casi, la loro vera natura viene rivelata da subito; in altri, viene svelata in un secondo momento, cogliendo di sorpresa gli altri personaggi.
Ci sono diversi elementi ricorrenti, come la presenza degli spiriti al calar del sole, soprattutto durante le notti di luna e la loro scomparsa all'arrivo dell'alba; l'autunno, stagione che viene utilizzata come momento di incontro; la descrizione di eventi storici realmente accaduti.
Sono ambientate tra il X e il XVII secolo, ma solo due episodi, La carpa del sogno e La passione del serpente, si svolgono nel periodo Heian.
Le tematiche dei racconti seguono il seguente ordine nelle storie:
- dei
- guerre
- donne
- uomini malvagi
- demoni

## Racconti

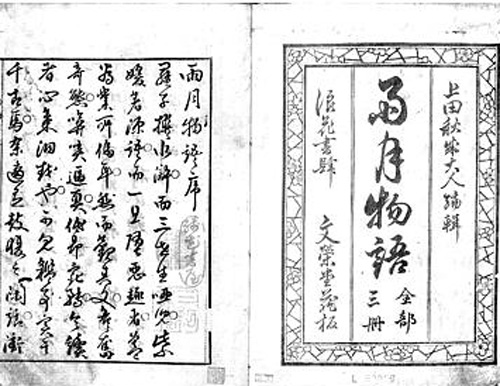
Interno della IV edizione.

La raccolta originale è formata da nove storie, contenute in cinque volumi:

### Primo volume
Il picco bianco (Shiramine)
Racconta dell'incontro del monaco Saigyō con lo spirito dell'ex imperatore Sutoku, il quale maledice gli attuali e futuri regnanti per averlo condannato all'esilio e a morire sconosciuto. Secondo un mito diffuso nel periodo Tokugawa, tutte le guerre accadute nelle epoche precedenti erano responsabilità del fantasma di Sutoku, che per la rabbia si era trasformato in demone e aveva maledetto le casate regnanti del Giappone.
L'appuntamento dei crisantemi（Kikka no chigiri)
Un giorno uno studioso incontra un samurai gravemente malato e decide di prendersene cura. Tra loro nasce una profonda amicizia e, una volta ristabilito, il samurai riparte, promettendo di tornare prima della fine dell'autunno, per la festa dei crisantemi. Il samurai viene catturato e imprigionato; questo gli rende impossibile mantenere la promessa fatta all'amico. Così decide di uccidersi, per poter raggiungere l'amico sotto forma di spirito e dirgli che niente poteva impedirgli di mantenere una così importante promessa.

### Secondo volume
La casa fra gli sterpi (Asaji ga yado)
Narra di un uomo che, dopo aver venduto le sue terre per acquistare della seta da vendere nella capitale lascia la moglie a casa, promettendole di tornare l'autunno successivo. Nel frattempo, sopraggiunge la guerra e l'uomo, convinto della morte della moglie, lascia passare sette anni. Poi, pentito del suo gesto, torna al villaggio dove la moglie era rimasta ad aspettarlo, fedele alla promessa che si erano fatti. Dopo aver passato la notte con lei, l'uomo si sveglia e trova la casa in rovina, con la tomba della donna accanto al letto. La moglie era tornata sotto forma di spirito per salutarlo un'ultima volta.
La carpa del sogno (Muō no rigyo)
Un monaco, che era solito dipingere i pesci in riva ad un lago, cade in un sonno lungo tre giorni, durante il quale sogna di essere un pesce e di essere mangiato. Al suo risveglio chiede di parlare con il vicegovernatore del luogo. Gli racconta di aver sognato di essere diventato un pesce, di essere stato catturato e portato a lui. Il vicegovernatore aveva davanti a sé proprio un pesce, che stavano per tagliare. I due decisero di non mangiare il pesce e di rigettarlo nel lago. Il monaco prima di morire gettò i suoi rotoli, raffiguranti le carpe, nel lago.

### Terzo volume
Ghiandaia celeste (Buppōsō)
In questa storia un bonzo e il suo discepolo incontrano gli spiriti di guerrieri del passato, i quali, ancora adirati e animati dalla ferocia della battaglia, rifiutano di essere salvati attraverso la purificazione. I due monaci vengono salvati dal verso della ghiandaia, che annunciando l'alba disperde gli spiriti malevoli. 
La pentola di kibitsu (Kibitsu no kama)
Un uomo dedito all'alcol e alle donne viene costretto dalla famiglia a sposarsi, nella speranza che una moglie possa ricondurlo sulla giusta via. Purtroppo il matrimonio non ha l'effetto desiderato sull'uomo, il quale dopo aver ingannato la moglie scappa con un'altra donna. La moglie muore e si trasforma in uno spirito vendicativo, arrivando ad uccidere l'amante del marito e l'uomo stesso.

### Quarto volume
La lussuria del serpente (Jasei no in)
Uno studioso viene catturato dalla bellezza di una donna, che scopre in seguito essere un serpente, che aveva preso sembianze umane. L'uomo cerca di liberarsi in tutti i modi della creatura, ma è comunque stregato dal suo fascino, tuttavia i parenti di lui lo faranno sposare con un'altra donna. Alla fine riuscirà a liberarsi del serpente solo grazie all'aiuto di un monaco, ma la moglie morirà.

### Quinto volume
Cappuccio blu (Aozukin)
Un monaco arriva in un villaggio, dove gli abitanti erano terrorizzati dalla presenza di un bonzo, il quale era impazzito alla morte dell'amato discepolo e ne aveva divorato il corpo, diventando un demone. Da allora, ogni sera si reca al villaggio per cibarsi dei suoi abitanti. Il monaco si dirige dal bonzo e lo convince a seguire la via del buddha. Dopo un anno, il monaco torna a fargli visita e il bonzo raggiunge finalmente la liberazione.
Discorso sulla ricchezza e sulla povertà (Hinpukuron)
Un samurai ha un colloquio col Dio dell'oro, che lo convince della necessità della ricchezza nella vita.

## Traduzioni
La raccolta di storie è stata tradotta più volte in lingue occidentali:
- Lafcadio Hearn presentò la versione inglese di due racconti (A promise Kept, The Story of Kogi, in The Writings of Lafcadio Hearn, Boston, Houghton Mifflin, 1922).
- W. Whitehouse, Ugetsu monogatari: Tales of a Clouded Moon, in Monumenta Nipponica, edizione I 1938, edizione II 1938, edizione IV 1941. Include cinque dei nove racconti (Shiramine, Asaji ga yado, Hinpukuron, Jasei no in e Kibitsu no kama).
- D. Saunders, Ugetsu monogatari: Tales of a Clouded Moon, in Monumenta Nipponica, XXI, 1-2, 1966. Comprende gli altri tre racconti: Kikka no chigiri, Boppōsō e Aozukin.
- R. Sieffert, Contes de pluie et de lune (Ugetsu monogatari): Traduction et commentaires, Paris, Gallimard, 1956.
- K. Hamada, Tales of Moonlight and Rain: Japanese Gothic Tales by Ueda Akinari, Tokyo, University of Tokyo Press, 1971.
- L. Zolbrod, Ugetsu monogatari, Tales of Moonlight and Rain, London, Allen & Unwin, 1974.
- T. Sasaki, Ueda Akinari's Tales of a Rained Moon, Tokyo, The Hokuseido Press, 1980.

## Film

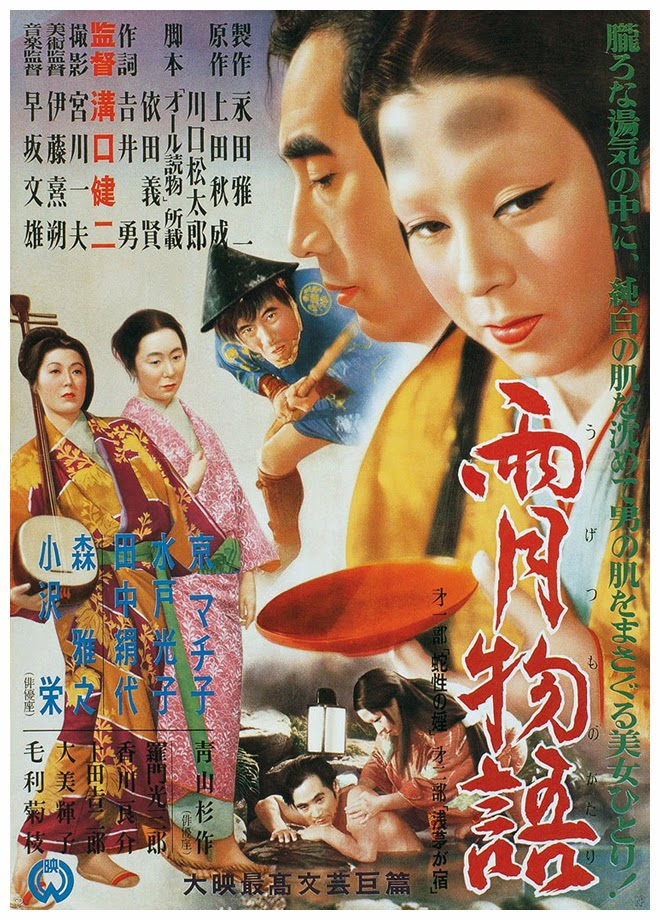
Locandina originale del film.

I racconti di pioggia e di luna sono stati d'ispirazione per la realizzazione del film Ugetsu monogatari, diretto dal regista Mizoguchi Kenji nel 1953. I racconti da cui il film prende spunto sono "La casa tra gli sterpi" e "La passione del serpente". Noto in Italia come I racconti della luna pallida d'agosto e vincitore del Leone d'argento al Festival di Venezia.